# Evelio Menjivar-Ayala
Evelio Menjivar-Ayala (nacido el 14 de agosto de 1970) es un sacerdote salvadoreño de la Iglesia Católica que se desempeña como obispo auxiliar de la Arquidiócesis de Washington.
Evelio Menjivar-Ayala nació el 14 de agosto de 1970 en Chalatenango, El Salvador. Llegó a los Estados Unidos como inmigrante indocumentado en 1990. Menjivar-Ayala fue ordenado sacerdote el 29 de mayo de 2004. El Papa Francisco nombró a Menjivar-Ayala obispo auxiliar de la Arquidiócesis de Washington el 19 de diciembre de 2022. El 21 de febrero de 2023, Menjivar-Ayala fue consagrado obispo. Actualmente es el pastor de la Iglesia Santa Maria en Landover Hills y ha estado en el cargo desde 2016.